# 195 км (платформа)
195 кіломе́тр — пасажирський залізничний зупинний пункт Дніпровської дирекції Придніпровської залізниці на електрифікованій лінії Самар-Дніпровський — Нижньодніпровськ-Вузол між станціями Нижньодніпровськ-Вузол (4 км) та Самарівка (6 км). Розташований у місцевості Шевченко, у північній частині Самарського району міста Дніпра.

## Пасажирське сполучення
На Платформі 195 км зупиняються приміські поїзди сполученням Дніпро — Берестин (2 пари) та Верхівцеве — Краматорськ (1 пара).